# Joseph Franck
Jean Joseph Hubert Franck (Lieja, 1825 - Issy-les-Moulineaux, 1891) fou un organista i compositor belga.
Era el germà més gran de César Franck. El seu pare, Nicolas-Joseph, era de Gemmenich, un poble del ducat de Limburg (ara a Bèlgica) i la seva mare d'Aquisgrà, a Alemanya. El 1828, son pare va inscriure'l al conservatori de Lieja.
Feu els estudis en aquestes dues ciutats, i fou mestre de capella de la parròquia de Sant Tomas d'Aquino de París, i en moltes d'altres.
A més d'un gran nombre de misses, motets, preludis i fugues per a orgue, deixà les obres didàctiques següents:
- Traité d'harmonie
- Manuel de transposition et d'accompagnament du plain chant
- Nouvelle méthode de piano